# Расмуссен, Альма
Альма Вальтер Мёллер Расмуссен (дат. Alma Walther Møller Rasmussen, род. 30 марта 2007, Оддер, Центральная Ютландия) — датская профессиональная велогонщица, выступающая в составе команды Team Nyt Syn by Fialla, чемпионка Дании по шоссейному велоспорту среди юниоров (2024).

## Карьера
Альма Расмуссен является членом клуба Odder Cykel Klub, и активно участвует в различных соревнованиях по велоспорту.
Альма добилась нескольких заметных результатов в своей велосипедной карьере, в том числе стала чемпионкой Дании в групповой гонке среди юниоров в 2024 году, и заняла второе место на индивидуальной гонке того же чемпионата.
Она занимала 1-е место во многих других национальных соревнованиях, таких как Кубок Кампионе Пинсе в Раннерсе и MCC Kvickly løbet, 8-е место на Кубке Нюборга (Бординг), участвовала в Тур Жеводан Окситании U19, где заняла 16-е место в общем зачёте и 7-е в молодёжной классификации.
В своих последних выступлениях Альма Расмуссен заняла высокие места на юниорских соревнованиях: 1-е место на двух этапах и в общем зачёте гонки Три дня на севере в 2023 году, участвовала в нескольких этапах, заняв места от 21-го до 47-го в Watersley Ladies Challenge.

### Достижения
2019
Give Elementer løbet — Give Cykelklub
3-я на 3-м этапе Три дня на севере
CK Djurs — Kolind Løbet
Tour de Himmelfart:
9-я на 2-м этапе
9-я на 1-м этапе
9-я на 4-м этапе
10-я на 5-м этапе
CK Aarhus
U17 Tornado Cup 5, Sparekassen Kronjylland BCK Løbet
Чемпионат Дании среди юниоров:
2-я на командной гонке
7-я на групповой гонке
Jysk Energi Løbet
финал Tornado Cup, Kvickly Odder Løbet
2020
Велосипедная неделя Раннерса:
3-я на 1-м этапе
3-я на 2-м этапе
6-я на 4-м этапе
2-я в генеральной классификации
Чемпионат Дании среди юниоров (B&U):
4-я на командной гонке
6-я на индивидуальной гонке
Hobro løbet:
2-я на этапе в Хобро
4-я на этапе в Тённере, Demin cup — UnoX Cup — Damecup
Horsens AC
2021
2-я на Bache Petit Prix — CK Aarhus — B&U Løb
Campione pinse cup:
2-я на 1-м этапе
4-я на 2-м этапе
2-я на 3-м этапе
2-я на Demin cup — UnoX Cup — Dame Cup, Нюборг
Гран-при Vrads Bjerg
3-я на 1-м этапе велосипедной недели Раннерса, командная гонка
2022
Meldgaardløbet — Rødekro Cykle Club
Три дня на севере:
1-й этап
2-й этап
3-й этап
2-й этап Ladies Cup
Tour de Himmelfart:
7-я на 2-м этапе
8-я на 4-м этапе
3-й этап
2-я на 5-м этапе
2-я на 2-м этапе Campione pinse cup
Demin Cup — UnoX Cup — Dame Cup, этап в Хорсенсе
Велосипедная неделя Раннерса:
1-й этап
2-й этап
3-й этап
4-й этап
генеральная классификация
Чемпионат Дании среди юниоров (B&U):
командная гонка
2-я на групповой гонке
2023
Meldgaardløbet — Rødekro Cykle Club
Три дня на севере среди юниоров:
4-я на этапе в Йёрринге
этап в Тю
4-я на этапе в Ольборге
3-я в генеральной классификации
3-я на чемпионате Дании, групповая гонка среди юниоров
Велосипедная неделя Раннерса:
3-я на 1-м этапе
3-я на 2-м этапе
2-я на 3-м этапе
2-я на 4-м этапе
2-я в горной классификации
3-я в генеральной классификации
Tour de Himmelfart:
1-й этап
2-я на 2-м этапе
2-я на 3-м этапе
2-я на 4-м этапе
3-я на 5-м этапе
генеральная классификация
Campione Pinse Cup:
2-я на 1-м этапе
3-я на 2-м этапе
Visit Vejle Løbet
Odder CK
2024
8-я на Brugsen Askov Løbet
Три дня на севере среди юниоров:
этап в Йёрринге
этап в Тю
6-я на этапе в Ольборге
7-я в молодёжной классификации Тура Жеводан Окситании U19
3-я на Hobro Løbet
Campione Pinse Cup:
этап в Раннерсе
2-я на этапе в Хорсенсе
3-я на этапе в Хобро
MCC Kvickly løbet
2-я на чемпионате Дании среди юниоров — индивидуальная гонка
 Чемпионат Дании среди юниоров — групповая гонка
Bording Cup:
8-я на этапе в Нюборге
8-я на этапе в Вайене
Tour de Himmelfart:
1-й этап
2-й этап
3-й этап
4-й этап
2-я на 5-м этапе
генеральная классификация
Principia Løbet Randers
Middelfart
Odder CK Juniors
2025
6-я на Brugsen Askov Løbet
Три дня на севере
этап в Йёрринге
этап в Тю
этап в Ольборге
4-я на 1-м этапе Тура Жеводан Окситании U19
2-я на чемпионате Дании среди юниоров — индивидуальная гонка
Campione Pinse Cup — Horsens
Michael Mørkøv Criterium